# Zygomelon
Zygomelon is een geslacht van weekdieren uit de  familie van de Volutidae.

## Soort
- Zygomelon zodion Harasewych & Marshall, 1995